# Famicom偵探俱樂部系列
Famicom偵探俱樂部是由任天堂開發暨發行的文字冒險遊戲系列。該系列最初登場於FC磁碟機平台上，並以1988年發行的《消失的繼承人》作為首部作品推行。在此系列中，玩家需要操控一名少年並通過對周遭環境及人物的詢問、推理及調查以解開相關的懸疑事件。
於首部作品《消失的繼承人》發行一年後，隨即發行了系列前傳《站在身後的少女》，雖然這兩部作品當時尚未有在日本以外的國家及地區發行，但皆獲得了普遍正面的評價。於1998年，任天堂在超級任天堂的任天堂力量閃存卡上發行了《站在身後的少女》重製版，除了遊戲演出畫面有所翻新，也為遊戲各個角色添增了配音；在系列進入將近20年的休止期後，任天堂於2021年宣布將在任天堂Switch上發行兩部作品的重製版，並正式支援繁體及簡體中文語言，該重製作品皆是由MAGES.開發。2024年7月12日，任天堂宣布於同年8月29日發行第三部作品《笑臉男EMIO》，是為系列自《站在身後的少女》後，睽違35年再次推出新作品。
該系列的主创為坂本贺勇，他同時也是任天堂旗下另一品牌《密特羅德》的創始人之一。據坂本透露，此系列是受到艾尼克斯於1983年發行的同類型遊戲《港口鎮連續殺人事件》啟發而誕生的作品。此外，任天堂亦有於1997年在超級任天堂的外設Satellaview平台上發行旁支作品《BS偵探俱樂部 消失在雪中的過去》（日語：BS探偵倶楽部 ～雪に消えた過去～），在該作品中，玩家所扮演的角色為系列女主角橘步美（日語：橘あゆみ）。

## 系列作品
| 1988      | 消失的繼承人                                  |
| 1989      | 站在身後的少女                                |
| 1990–1996 |                                               |
| 1997      | BS偵探俱樂部 消失在雪中的過去                 |
| 1998      | 站在身後的少女（超級任天堂重製版）            |
| 1999–2020 |                                               |
| 2021      | 消失的繼承者 / 站在身後的少女（Switch重製版） |
| 2022–2023 |                                               |
| 2024      | 笑臉男EMIO                                    |

### 消失的繼承人
故事始於主角在受到他人收留並甦醒之後，了解到了自己因不慎摔下懸崖而出現間歇性失憶，在重臨現場之時遇見了自己的助手橘步美，據步美所稱，主角正調查綾代菊突然的離世事故。在調查之時，其也打聽到了綾代家族的流言——相傳綾代家族的成員會在逝世後「死而復生」並殺掉任何覬覦他們家族寶藏的人。主角將通過層層的調查及推理解開這則流言與連環殺人事件之間的聯繫。

### 站在身後的少女
此故事發生的時間點為《消失的繼承人》三年前，主角尚為一名15歲青少年，在逃離孤兒院找尋父母之際受到空木偵探事務所的所長空木俊介收留而成其助手。在數個月後，主角受到委託並調查小島洋子死亡的懸案。在洋子身邊友人的協助下，主角了解到此案件與流言中一名女同學受到渾身是血的女鬼魂所跟隨有所關聯，隨即與當屆學生橘步美一同找尋懸案的真相。在該事件結束後，橘步美加入了空木偵探事務所並成為主角的得力助手。

### 笑臉男EMIO
在某天早上，男高中生佐佐木英介的遺體被發現之餘，其頭部也帶上畫有笑臉的紙袋。此則案件不慎讓人回想到18年前，傳言會在悲傷的女高中生面前出現，並用她們的性命交換笑容的「笑臉男」。在此故事中，主角將揭開此案件與當代著名的連環殺人事件有所關聯的「笑臉男」的起源。
在此作中，玩家將會在部分章節以橘步美的視角進行遊戲。

## 軼事
此系列的女主角——橘步美在《任天堂明星大亂鬥DX》作為獎盃之一登場，據游戏总监櫻井政博所說，其在開發期間曾被構思為參戰角色，但基於當時此系列的海外知名度不足而廢棄。而橘步美爾後也有在《任天堂明星大亂鬥 特別版》中作為命魂之一回歸。除此之外，她也在《超級瑪利歐創作家》中作為換裝角色登場。

## 外部連結
- 《Famicom偵探俱樂部 消失的繼承人》官方网站：日文
- 《Famicom偵探俱樂部 站在身後的少女》官方网站：日文
- 《Famicom偵探俱樂部 笑臉男EMIO》官方网站：日文、繁体中文（台湾）、繁体中文（香港）